# برکه شماره ۴ بشاری
برکه شماره ۴ بشاری مربوط به دوره قاجار است و در بندر لنگه، خیابان اصلی، روبروی بیمارستان واقع شده و این اثر در تاریخ ۱۰ دی ۱۳۸۱ با شمارهٔ ثبت ۶۷۶۶ به‌عنوان یکی از آثار ملی ایران به ثبت رسیده است.